# Бахрам III

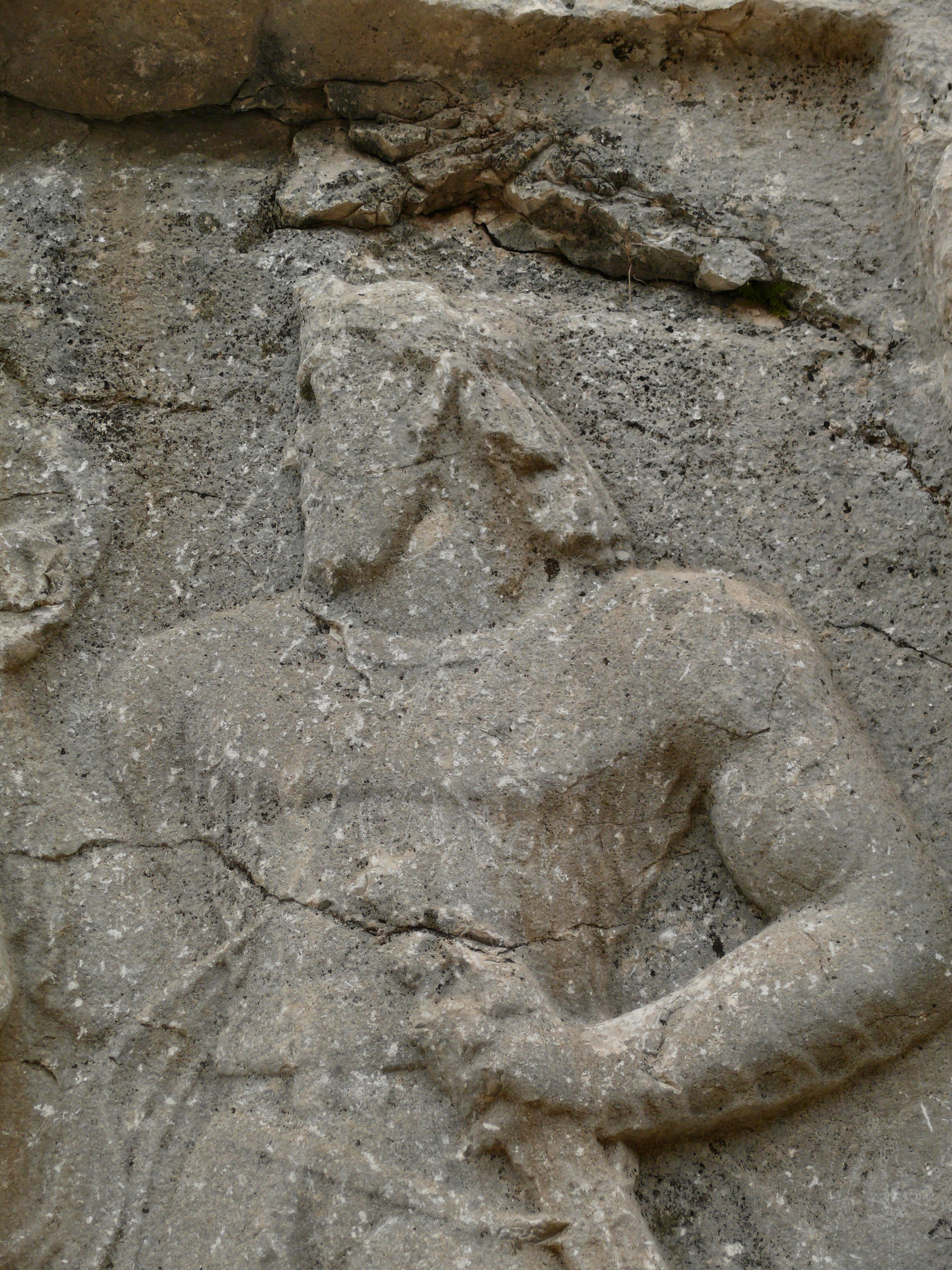

Бахрам (Варахран) III (пехл. Warahrān, Wahrām) — шахиншах Ірану з династії Сасанідів, правив приблизно в 293 році.
Син Бахрама II і Шапурдухтак (його двоюрідної сестри). При батькові він був намісником провінції Сістан.

## Історія
Бахрам II, бажаючи закріпити владу за своїм потомством, рано проголосив сина спадкоємцем престолу. На багатьох своїх монетах Бахрам II наказував зображувати себе разом з дружиною та сином спадкоємцем. Однак, коли Бахрам II помер, претензії на престол висунув Нарсе, син Шапура I і дядько покійного шаха. Справа в тому, що чітких правил престолонаслідування у перших Сасанідів, мабуть, не було. На Сході існувала традиція, що випливає з зороастрійського звичаю переходу влади до «старшого в роді». Однак після смерті Бахрама I, старшого брата Нарсе, з якихось причин від цієї традиції відступили на користь прямого престолонаслідування — від батька до сина (що також бувало) — на трон зійшов Бахрам II, а старший в роді Нарсе став «великим царем» Вірменії. Не виключено, що влада над Вірменією дісталася Нарсе як компенсація — адже його обійшли при передачі царства. У ті роки у Вірменії, в цьому найважливішому стратегічному районі, була зосереджена основна маса війська, адже біля кордону стояв основний ворог — римляни. 
Неясно, коли точно після смерті Бахрама II трапився заколот Нарсе, який вбив юного шаха, відомо лише, що це сталося вкрай швидко. На боці Нарсе була армія, значна частина знаті, за нього були напівнезалежні міста Месопотамії. Нарсе рушив на Ктесифон. Вахунам (Wahnām), фраматар (верховний візир) при Шапурі I і Бахрамі II, звернувся за допомогою до царя Мешана Атурфарнбагу (Ādurfarrōbay), ставленику Бахрама II і головному противнику Нарсе, запропонувавши йому стати регентом над країною до повноліття Бахрама III. Однак надії ще недавно всесильного міністра не виправдалися. Велика група прихильників зустріла Нарсе в місцевості Пайкуль та проголосили шахіншахом. Пізніше на цьому місці шах наказав відобразити свою перемогу — в написи на каменях нині зруйнованої будівлі. Напис в сильно пошкодженому вигляді дійшов до нас і частково прочитано. Там перераховані вельможі, які підтримали Нарсе. Серед них був і недавній його супротивник — верховний жрець Картира. 
Нарсе за підтримки правителів західних областей Персії підійшов до столиці і без бою оволодів нею. Потім він розбив військо Атурфарнбага, схопив Вахунама, який намагався сховатися, стратив обох, а потім був убитий і Бахрам III. Після всіх цих подій в живих з нащадків Шапура I залишилися лише Нарсе і його діти. 
Ат-Табарі у своїй «Історії пророків та царів» стверджує, що Бахрам III правив 4 роки. Однак його правління не могло бути таким довгим (якщо лише в нього не увійшли роки соправітельства з батьком) і, ймовірно, це помилка переписувача. Достовірнішою є тривалість правління, зазначена Агафієм Мірінейським — 4 місяці . Втім, деякі історики вважають, що Бахрам III не був проголошений шахіншахом Ірану або ж правив при регентстві матері. Нарсе у своєму написі в Пайкуль згадує, що Бахрам III «був ще малий», а це означає, що йому не виповнилося 15 років (вік повноліття зороастрійця). У тому ж написі Нарсе відмовляється визнавати Бахрама III шахіншахом Ірану, а наполегливо називає його лише «царем саків». 